# روبرت يفبفر
روبرت يفبفر (بالفرنسية: Robert Lefebvre)‏ هو مصور سينمائي فرنسي، ولد في 19 مارس 1907 في باريس في فرنسا، وتوفي في 15 فبراير 1989 في Montfort-l'Amaury ‏ في فرنسا.

## وصلات خارجية
- روبرت يفبفر على موقع IMDb (الإنجليزية)
- روبرت يفبفر على موقع ألو سيني (الفرنسية)
- روبرت يفبفر على موقع أول موفي (الإنجليزية)
- روبرت يفبفر على موقع قاعدة بيانات الأفلام السويدية (السويدية)
- روبرت يفبفر على موقع قاعدة بيانات الفيلم (الإنجليزية)
- روبرت يفبفر على موقع كينوبويسك (الروسية)